# Shōji Gatō
Shōji Gatō (賀東招二?, Gatō Shōji; Shiga, 11 luglio 1971) è un fumettista e scrittore giapponese autore della light novel Full Metal Panic e del manga e anime che ne sono stati tratti.

## Opere
- Amagi Brilliant Park, autore
- Full Metal Panic! (romanzi, manga e anime), autore
- Full Metal Panic? Fumoffu, autore, sceneggiatore (epp. 1, 4, 8, 9)
- Full Metal Panic! The Second Raid, autore
- Full Metal Panic! The Second Raid (OVA), autore